# SMS Don Juan d’Austria (1862)
SMS Don Juan d’Austria – austro-węgierski okręt pancerny z II połowy XIX wieku, trzeci z okrętów typu Kaiser Max, zbudowany dla Österreichische Marine. Położenie stępki odbyło się w październiku 1861 roku w stoczni Stabilimento Tecnico Triestino. Okręt został zwodowany w lipcu 1862 roku i ukończony w 1863 roku. Jego uzbrojenie główne składało się z 16 armat 48-funtowych i 15 armat 24-funtowych w tradycyjnej baterii burtowej. Burty chronione były przez pancerz żelazny grubości 110 mm.
„Don Juan d’Austria” wziął udział w bitwie pod Lissą w lipcu 1866 roku. Był zaangażowany w walkę w samym centrum bitwy, wymieniając salwy z włoskim okrętem pancernym „Re di Portogallo”. Dodatkowo został trzykrotnie trafiony przez „Affondatore”, ale odniósł jedynie lekkie uszkodzenia. W 1867 roku okręt zmodernizowano w celu polepszenia jego dzielności morskiej i uzbrojenia, ale i tak został szybko wyprzedzony przez rozwój technologii morskiej w latach 60. i 70. W 1873 roku już przestarzały okręt został „przebudowany”, chociaż tak naprawdę wiązało się to z jego rozebraniem, a pancerz, maszyny i inne mniejsze części i wyposażenie zostały użyte do budowy nowego okrętu o tej samej nazwie.

## Konstrukcja
SMS „Don Juan d’Austria” miał 70,78 m długości między pionami, 10 m szerokości i 6,32 m średniego zanurzenia. Wypierał 3588 ton, zaś załoga liczyła 386 oficerów i marynarzy. Jego napęd składał się z jednego silnika parowego pojedynczego rozprężania, który napędzał pojedynczą śrubę. Informacje o liczbie i rodzaju jego opalanych węglem kotłów parowych nie przetrwały. Silnik miał moc 1900 KM, co zapewniało prędkość maksymalną 11 węzłów. Zasięg maksymalny okrętu wynosił 1200 Mm przy prędkości 10 węzłów.
„Don Juan d’Austria” był pancernikiem bateryjnym, uzbrojonym w 16 ładowanych odprzodowo armat 48-funtowych i 15 ładowanych odprzodowo armat 24-funtowych kal. 150 mm. Dodatkowo w skład wyposażenia jednostki wchodziło po jednym dziale 12-funtowym i 6-funtowym. W 1867 roku uzbrojenie zostało wymienione na 12 odprzodowych armat Armstrong kal. 178 mm i dwie armaty 4-funtowe kal. 76 mm. Burty chronione były przez pas kutego żelaza o grubości 110 mm, rozciągający się od dziobu do rufy.

## Służba
„Don Juan d’Austria” został zbudowany w stoczni Stabilimento Tecnico Triestino w Trieście. Stępkę położono w październiku 1861 roku, a kadłub został zwodowany 26 lipca 1862 roku. Zakończenie prac wykończeniowych nastąpiło w następnym roku, po czym okręt został wprowadzony do służby w austriackiej marynarce wojennej. Otwarty dziób okrętu był bardzo „mokry”, co stwarzało znaczne problemy ze sterownością. W lutym 1864 roku Austria poparła Prusy w czasie II wojny o Szlezwik. „Don Juan d’Austria” został wysłany razem z okrętem liniowym SMS „Kaiser” i dwoma mniejszymi jednostkami pod dowództwem wiceadmirała Bernharda von Wüllerstorf-Urbaira na Morze Północne w celu wzmocnienia niewielkich sił pod dowództwem kapitana Wilhelma von Tegetthoffa, składających się z SMS „Schwarzenberg” i SMS „Radetzky”. Po połączeniu się w Den Helder w Holandii, 27 czerwca obie grupy wypłynęły do Cuxhaven, gdzie przybyły trzy dni później. Mniejsza liczebnie flota duńska pozostała w porcie do końca wojny i nie szukała starcia z austriacką eskadrą. Nieniepokojne austriackie i pruskie okręty wspierały zajmowanie duńskich wysp po zachodniej stronie półwyspu Jutlandzkiego.
W czerwcu 1866 roku Prusy i Włochy wypowiedziały wojnę Austrii, rozpoczynając w ten sposób wojnę prusko-austriacką. Tegetthoff został awansowany do stopnia kontradmirała, objął dowodzenie całą austriacką flotą i od razu zarządził mobilizację. Gdy okręty były już w pełni obsadzone, rozpoczęły się ćwiczenia w Fasanie. 27 czerwca Tegetthoff zabrał flotę w pobliże Ankony by sprowokować Włochów do wyjścia w morze, ale włoski dowódca, admirał Carlo di Persano nie zdecydował się podjąć walki. Tegetthoff ponowił próbę 6 lipca, ale włoska flota ponownie pozostała w porcie.

### Bitwa pod Lissą

Szyk eskadr przed bitwą. Pełnym kolorem oznaczono okręty pancerne.

16 lipca Persano wyprowadził swoją flotę z Ankony i skierował się w stronę wyspy Lissa, do której dotarł dwa dni później. Razem z główną flotą złożoną z 12 okrętów pancernych, pod wyspę przybyły również transportowce z zaokrętowanymi 3000 żołnierzami. Następne dwa dni Włosi spędzili bombardując austriackie pozycje i nieskutecznie próbując wysadzić desant. Między 17 a 19 lipca Tegetthoff otrzymał kilka telegramów informujących o włoskim ataku, lecz na początku uważał je za fałszywe, wierząc, że miały one za zadanie wyciągnięcie austriackiej floty z jej baz w Puli i Wenecji. Dopiero rankiem 19 lipca zrozumiał, że Lissa rzeczywiście jest włoskim celem i poprosił o pozwolenie na atak. Gdy flota Tegetthoffa przybyła w okolice Lissy 20 lipca, włoskie okręty ustawione były w szyku do kolejnej próby lądowania. Włosi podzieleni byli na trzy grupy, z których tylko dwie mogły skoncentrować się na czas, by przeciwstawić się Austriakom. Tegetthoff uformował swoje okręty pancerne w szyk klinowy, z „Don Juan d’Austria” na prawej flance; drewniane okręty z drugiego i trzeciego dywizjonu podążyły za nimi w takich samych formacjach.
W trakcie formowania szyku swoich okrętów Persano przeniósł się ze swojego okrętu flagowego, „Re d’Italia”, na „Affondatore”. To wytworzyło przerwę we włoskiej formacji i Tegetthoff skorzystał z okazji, by rozdzielić włoską flotę, i rozpocząć walkę na bliski dystans. Przepłynął przez wyrwę, ale nie udało mu się staranować żadnego nieprzyjacielskiego okrętu, przez co musiał zawrócić i podjąć jeszcze jedną próbę. „Don Juan d’Austria” próbował początkowo podążyć za okrętem flagowym Tegetthoffa, „Erzherzog Ferdinandem Maxem”, ale szybko stracił z nim kontakt w wyniku rozgorzałej bitwy. Okręt został otoczony przez włoskie jednostki i poprosił swoją bliźniaczą jednostkę „Kaiser Max” o pomoc. Następnie wdał się w walkę z „Re di Portogallo”, z którym ostrzeliwał się przez około pół godziny, a następnie wziął na cel „Affondatore”. „Affondatore” uzyskał trzy trafienia w nieopancerzony dziób austriackiego okrętu, ale spowodował jedynie niewielkie uszkodzenia. Pierwszy pocisk przeszedł przez okręt na wylot i nie eksplodował, drugi trafił w pas opancerzenia, nie przebijając go, a trzeci trafił w ćwierćpokład.
Do tego czasu „Re d’Italia” została staranowana i zatonęła, a okręt obrony wybrzeża „Palestro” płonął; niedługo później miał zostać zniszczony przez wybuch magazynu amunicji. Persano przerwał bitwę i, mimo że wciąż miał przewagę liczebną nad Austriakami, nie zdecydował się przeprowadzić kontrataku swymi zdemoralizowanymi siłami. Ponadto jego flocie kończyły się amunicja i węgiel. Włosi zaczęli się wycofywać, a niedługo później również Austriacy oddalili się z pola bitwy; Tegetthoff nie chciał ryzykować utraty swojego zwycięstwa. Po zapadnięciu zmroku obie floty kierowały się już w stronę swoich baz w Ankonie i Puli.

### Dalsza służba
Po powrocie do Puli Tegetthoff utrzymywał swoją flotę na północnym Adriatyku, gdzie prowadziła działania rozpoznawcze przeciwko możliwemu włoskiemu atakowi. Jednak włoskie okręty nigdy się nie pojawiły, a 12 sierpnia oba państwa podpisały rozejm w Cormons. To zakończyło walki i doprowadziło do traktatu wiedeńskiego w 1866 roku. Pomimo że Austriacy pokonali Włochów w bitwach pod Lissą i Custozą, sami zostali doszczętnie pobici przez Prusy pod Sadową. W rezultacie Austria, która w 1867 roku na mocy ugody austriacko-węgierskiej stała się Austro-Węgrami, zmuszona była oddać Włochom Wenecję. Każda połowa monarchii dualistycznej mogły zawetować decyzje drugiej części, przez co, ze względu na brak zainteresowania Węgrów ekspansją morską, znacząco ograniczono budżet na marynarkę wojenną. Jednym z natychmiastowych skutków wojny było rozbrojenie i wycofanie ze służby znacznej liczby austriackich okrętów.
Po wojnie flota przeprowadziła skromny program modernizacji, polegający głównie na przezbrojeniu pancerników w nowe działa gwintowane. „Don Juan d’Austria” został przebudowany w 1867 roku, w celu poprawienia jego słabej dzielności morskiej. Jego otwarty dziób został oplaterowany, a uzbrojenie wymienione na 12 odprzodowych armat Armstrong kal. 178 mm i dwie armaty 4-funtowe kal. 76 mm. Jako że do roku 1873 okręty były już przestarzałe, a ich burty i pokłady zbutwiałe, austro-węgierska marynarka zdecydowała się je zastąpić. Parlament odmówił środków na budowę nowych okrętów, co zmusiło marynarkę do znalezienia innego sposobu na zastąpienie przestarzałych jednostek. Projekty rekonstrukcji okrętów były rutynowo akceptowane przez parlament, więc marynarka oficjalnie „przebudowała” „Don Juana d’Austrię” i jego siostrzane okręty. W rzeczywistości z okrętów odzyskano jedynie silniki bez kotłów, płyty pancerne i inne mniejsze części. „Don Juan d’Austria” został rozebrany w grudniu 1873 roku w stoczni Stabilimento Tecnico Triestino. Nowe okręty otrzymały takie same nazwy jak ich poprzednicy, w celu zachowania pozorów.